# 目黑将司
目黑將司（日语：／ Meguro Shōji，1971年6月4日—）是日本作曲家，吉他手兼音乐导演。他曾长期在电子游戏Atlus公司工作；目黑将司于1995年加入该公司，此后为他们的许多游戏创作音乐，主要是Persona系列游戏。2021年他宣布离开Altus。他的音乐风格跨越了几种流派，包括摇滚、电子、爵士、古典和流行音乐。

## 生平
出生于东京，由于父母在工厂工作，他从小就熟知技术。目黑将司3岁开始学习音乐，5岁左右就学会了电子琴，他小时候并不对流行音乐感兴趣，而是倾向于听古典音乐。在他初中时，他对T-Square，Herbert Alpert和Casiopea等爵士艺术家感兴趣，并且，他变得特别喜欢创作音乐。他从高中时就组成乐队，直到大学毕业。他在日本大学工业技术学院主修流体动力学。大学期间，也曾在掌上电脑制作过电脑游戏。
1995年，加入了游戏制作公司Atlus Period Co.，Ltd.（Atlus原公司）。
2008年开始作为『PERSONA MUSIC LIVE BAND』的吉他手演奏Persona系列的歌曲。2013年在日本武道館成功举办了一场演唱会。
2013年11月转移到了電子遊戲公司世嘉的子公司Index（2014年4月1日重新更名為Altus）。
2021年10月27日，Altus宣布目黑将司已于2021年9月退社，但将作为自由创作者继续与其合作。

## 音乐风格和影响
虽然他的许多作品都具有摇滚风格，但是他的個人風格非常突岀，雖然他在不同的项目中还是尝试了不同的音乐风格，例如管弦乐、电子乐、爵士乐和嘻哈音乐。電子游戏作曲家椙山浩一、川口博史和光吉猛修，以及T-Square、Casiopea、贝多芬和柴可夫斯基都讓他的一些音乐风格造成了影响。关于在许多女神異聞錄系列游戏中使用英文歌词，目黑将司表示，由于很多日本人不完全理解英语，所以他们不会在游戏时因为听歌而分心。

## 主要作品

### 游戏[7]
- 女神异闻录Persona（1996年、PS） - 负责一部分音乐
- 恶魔召唤师 灵魂黑客（1997年、SS） - 増子司、田崎寿子共同合作
- 魔剑X（1999年、DC） - 緒方貴宏共同合作
- 魔剣爻（2001年、PS2） - 緒方貴宏共同合作
- 真·女神转生III－Nocturne（2003年、PS2） - 土屋憲一、田崎寿子共同合作
- 真·女神转生III - Nocturne Maniax（2004年、PS2） - 土屋憲一、田崎寿子共同合作
- DIGITAL DEVIL SAGA アバタールチューナー（2004年、PS2） - 土屋憲一共同合作
- DIGITAL DEVIL SAGA アバタールチューナー2（2005年、PS2）
- 超执刀（2005年、DS） - 土屋憲一共同合作
- 惡魔召喚師 葛葉雷道 對 超力兵團（2006年、PS2）
- 超执刀Z 双超执刀（2006年、Wii）
- 女神异闻录3（2006年、PS2）
- 女神異聞錄3 Fes（2007年、PS2）
- 女神异闻录4（2008年、PS2）
- 恶魔召唤师 葛叶雷道对破坏王（2008年、PS2）
- Persona（2009年、PSP） - 土屋憲一共同合作
- 真·女神转生 奇幻旅程（2009年、DS）
- 女神异闻录3 Portable（2009年、PSP）
- Hospital. 6位醫師（日语：HOSPITAL. 6人の医師）(2010年、Wii) - 喜多條敦志、小塚良太共同合作
- 凯瑟琳（2011年、PS3, Xbox 360）
- 女神异闻录4 终极深夜斗技场（2012年、AC, PS3, Xbox 360）
- 女神异闻录4 黄金版（2012年、PSVita）
- 女神异闻录4 无敌究极背桥摔（2013年、AC / 2014年、PS3）
- 女神异闻录Q 暗影迷宫（2014年、任天堂3DS）
- 恶魔幸存者2：纪录突破（2015年、任天堂3DS）
- 女神异闻录4 通宵热舞（2015年、PSVita）- 小塚良太共同合作
- 女神异闻录5 （2016年、PS3、PS4）
- 暗喻幻想：ReFantazio （2024年、PS4、PS5、XSX/S、Windows）

### 剧场动画
- 「PERSONA3 THE MOVIE」 #1 Spring of Birth（2013年）
- MINT（2014年）
- 「PERSONA3 THE MOVIE」 #2 Midsummer Knight's Dream（2014年）
- 「PERSONA3 THE MOVIE」 #3 Falling Down（2015年）
- 「PERSONA3 THE MOVIE」 #4 Winter of Rebirth（2016年）